# 霍頓縣 (密西根州)
霍頓县（英語：Houghton County）是美国密西根上半島北部的一個縣，西臨苏必利尔湖，東臨基威諾灣，面積3,889平方公里。根據2020年美國人口普查，共有人口37,361人。縣治霍頓。該縣成立於1845年3月19日，縣政府成立於1846年5月18日；縣名紀念該州地质学家道格拉斯·霍顿。。